# ピエール・ラグ

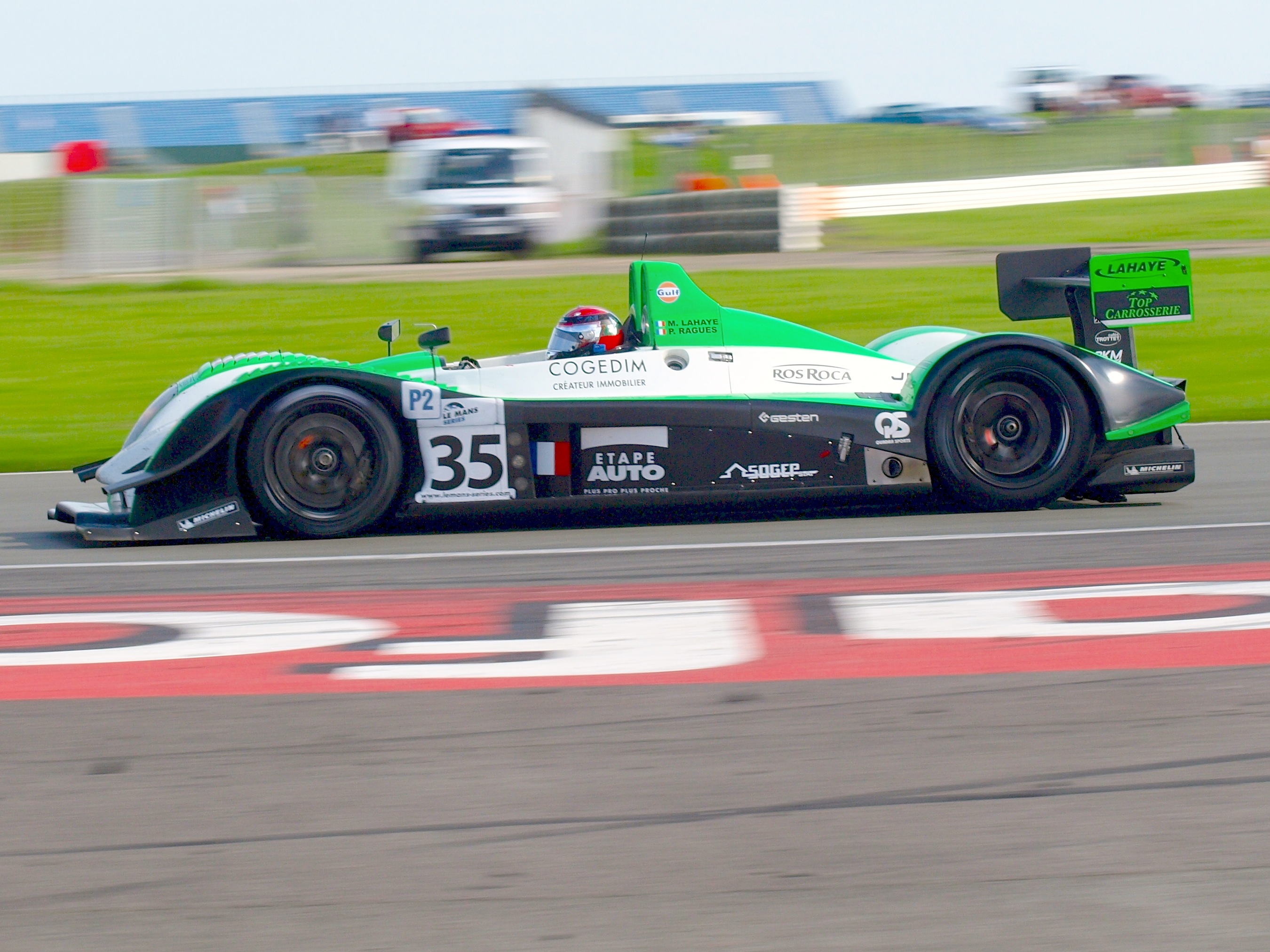
2008年のシルバーストン1000kmレースで、ソルニエ・レーシングのレースカーをドライブするラグ

ピエール・ラグ（Pierre Ragues, 1984年1月10日- ）は、FIA 世界耐久選手権に参戦中のフランス・カーン出身のフランスのレーシングドライバー、ラリードライバー。
2013年のヨーロピアン・ル・マン・シリーズのLMP2クラスで、ネルソン・パンシアティッシとパートナーを組んで参戦し、伴にチャンピオンとなっている。また、2014年のル・マン24時間レースでは、LMP2クラスに井原慶子とチームを組んで出場している。ラリーでは2021年にR-GT CUPの王者となっている。

## レース経歴

### カート
ラグは1994年にカートを始めて、2001年のモナコ・カート・カップで2位になり、フランス・エリート選手権で3位に入った。ラグは自動車レースを始めてからも、カートの大会に出場し続けてきた。

### フォーミュラカー
ラグは2003年、フォーミュラレースのフランス国内の入門カテゴリーに当たるフォーミュラ・ルノー・カンピュスに参戦することで、自動車レースを始めた。そのシリーズで1勝を挙げて、チャンピオンのローレント・グロッピに次ぐランキング2位となる。ラグは、同年のスパ・フランコルシャン24時間レースにポール・ベルモンドと組んでクライスラー・ダッジ・バイパー GTS-Rで参戦した。2004年と2005年にフランス・フォーミュラ・ルノーに参戦し、両シーズンで総合順位12位と15位に入っている。
2006年にスポーツカーレースを始めた後も、2007年のインターナショナル・フォーミュラ・マスターに参戦してオッシャースレーベン・ラウンドで3位に入り、年間総合順位14位となっている。

### スポーツカーレース
2006年にポール・ベルモンド・レーシングでル・マン・シリーズとル・マン24時間レースのLMP2クラスに参戦することで、スポーツカーレースを始めた。2007年の短期間のフォーミュラレースへの復帰の後、2008年のル・マン・シリーズのLMP2クラスにソルニエ・レーシングで参戦し、ランキング5位に入り、ル・マン24時間レースでもクラス3位に入った。
2009年にシグナチュール・チームに移籍した。彼らはル・マン24時間レースでLMP1クラスで9位、総合11位に入り、ル・マン・シリーズでもLMP1クラスでランキング7位に入った。2010年シーズンにシグナチュールはレースカーをローラ・アストンマーティン B09/60に変更し、チームズ・ランキング2位、ドライバーズ・ランキング4位に入った。
2011年にオーク・レーシングに改称したソルニエ・レーシングにラグは戻り、2012年にシグナテック-ニッサンと呼ばれるようになったシグナチュール・チームに復帰した。2012年のル・マン24時間レースでクラス4位、総合順位10位に入っている。
2013年はヨーロピアン・ル・マン・シリーズのLMP2クラスにシグナテック-ニッサンで参戦し、ドライバーズ・ランキングとチームズ・ランキングの両タイトルを獲得した。
2014年はラルブル・コンペティションで井原慶子とリッキー・テイラーの3人組でチームを組んで出場し、総合順位14位、LMPクラス9位に入っている。

## レース記録

### FIA 世界耐久選手権
| 年        | チーム                                 | 使用車両                  | クラス   | 1       | 2      | 3       | 4       | 5       | 6       | 7      | 8     | 9     | 順位 | ポイント |
| --------- | -------------------------------------- | ------------------------- | -------- | ------- | ------ | ------- | ------- | ------- | ------- | ------ | ----- | ----- | ---- | -------- |
| 2012年    | シグナテック・ニッサン                 | オレカ・03                | LMP2     | SEB     | SPA 12 | LMN 4   | SIL 3   | SÃO 7   | BHR 4   | FSW EX | SHA 7 |       | 6位† | 60†      |
| 2015年    | チーム・サード・モラン                 | モーガン・LMP2 Evo        | LMP2     | SIL     | SPA 2  | LMN Ret | NÜR 4   | COA 5   | FSW 5   | SHA 4  | BHR 6 |       | 7位  | 70       |
| 2016年    | ラルブル・コンペティション             | シボレー・コルベット C7.R | LMGTE Am | SIL 3   | SPA 3  | LMN 5   | NÜR 3   | MEX Ret | COA 3   | FSW 6  | SHA 5 | BHR 5 | 6位  | 108      |
| 2017年    | シグナテック・アルピーヌ・マットムート | アルピーヌ・A470          | LMP2     | SIL     | SPA 6  | LMN 3   | NÜR Ret | MEX     | COA     | FSW    | SHA   | BHR   | 10位 | 38       |
| 2019-20年 | シグナテック・アルピーヌ・エルフ       | アルピーヌ・A470          | LMP2     | SIL 2   | FUJ 6  | SHA 4   | BHR 4   | COA 6   | SPA Ret | LMS 3  | BHR 5 |       | 8位  | 109      |
| 2022年    | スピリット・オブ・レース               | フェラーリ・488 GTE Evo   | LMGTE Am | SEB Ret | SPA 12 | LMN Ret | MNZ     | FSW     | BHR     |        |       |       | NC*  | 0*       |

- 太字はポールポジション、斜字はファステストラップ。(key)
- †：このシーズンはドライバーズ選手権はなかった為、替わりにチーム選手権のLMP2トロフィーの結果を示す。
- * : 今シーズンの順位。（現時点）

### ル・マン24時間レース
| ル・マン24時間レース 結果 | ル・マン24時間レース 結果              | ル・マン24時間レース 結果                         | ル・マン24時間レース 結果           | ル・マン24時間レース 結果 | ル・マン24時間レース 結果 | ル・マン24時間レース 結果 | ル・マン24時間レース 結果 |
| 年                        | チーム                                 | コ・ドライバー                                    | 使用車両                            | クラス                    | 周回                      | 順位                      | クラス 順位               |
| ------------------------- | -------------------------------------- | ------------------------------------------------- | ----------------------------------- | ------------------------- | ------------------------- | ------------------------- | ------------------------- |
| 2006年                    | ポール・ベルモンド・レーシング         | クロード＝イヴ・ゴスラン カリム・オジェ           | クラージュ・C65-フォード            | LMP2                      | 84                        | DNF                       | DNF                       |
| 2008年                    | ソルニエ・レーシング                   | 程叢夫 マシュー・ライエ                           | ペスカロロ・01-ジャッド             | LMP2                      | 333                       | 18位                      | 3位                       |
| 2009年                    | シグナチュール・プラス                 | フランク・マイルー ディディエ・アンドレ           | クラージュ-オレカ・LC70E-ジャッド   | LMP1                      | 344                       | 11位                      | 10位                      |
| 2010年                    | シグナチュール・プラス                 | フランク・マイルー バニーナ・イクス               | ローラ-アストンマーティン・B09/60   | LMP1                      | 302                       | DNF                       | DNF                       |
| 2011年                    | オーク・レーシング                     | ギョーム・モロー ティアゴ・モンテイロ             | オーク・ペスカロロ・01 Evo-ジャッド | LMP1                      | 80                        | DNF                       | DNF                       |
| 2012年                    | シグナテック・ニッサン                 | ネルソン・パンシアティッシ ロマン・ルシノフ       | オレカ・03-日産                     | LMP2                      | 351                       | 10位                      | 4位                       |
| 2013年                    | シグナテック・アルピーヌ               | ネルソン・パンシアティッシ トリスタン・ゴメンディ | アルピーヌ・A450-日産               | LMP2                      | 317                       | 14位                      | 8位                       |
| 2014年                    | ラルブル・コンペティション             | 井原慶子 リッキー・テイラー                       | モーガン・LMP2-ジャッド             | LMP2                      | 341                       | 14位                      | 9位                       |
| 2015年                    | チーム・サード・モラン                 | オリバー・ウェッブ ゾエル・アムベール             | モーガン・LMP2 Evo-サード           | LMP2                      | 162                       | DNF                       | DNF                       |
| 2016年                    | ラルブル・コンペティション             | ジャン＝フィリップ・ベロク 山岸大                 | シボレー・コルベット C7.R           | GTE Am                    | 316                       | 37位                      | 8位                       |
| 2017年                    | シグナテック・アルピーヌ・マットムート | ネルソン・パンシアティッシ アンドレ・ネグラオ     | アルピーヌ・A470-ギブソン           | LMP2                      | 362                       | 4位                       | 3位                       |
| 2019年                    | デュケイン・エンジニアリング           | ニコ・ジャミン ロマン・デュマ                     | オレカ・07-ギブソン                 | LMP2                      | 363                       | 12位                      | 7位                       |
| 2020年                    | シグナテック・アルピーヌ・エルフ       | トーマス・ローラン アンドレ・ネグラオ             | アルピーヌ・A470-ギブソン           | LMP2                      | 367                       | 8位                       | 4位                       |
| 2022年                    | スピリット・オブ・レース               | フランク・デゾトゥー ガブリエル・オーブリー       | フェラーリ・488 GTE Evo             | GTE Am                    | 127                       | DNF                       | DNF                       |